# Міхай І Апафі
Михайло І Апафі (угор. Apafi Mihály, 3 листопада 1632, Герла — 15 квітня 1690, Фегераш) — Великий князь Трансильванії в 1661—1690 роках. Правив на підконтрольних Османській імперії землях Семигородського князівства.

## Біографія

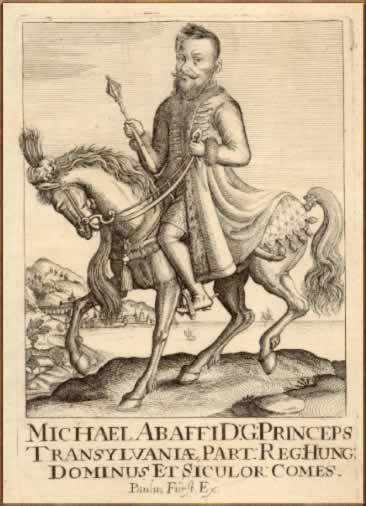
Гравюра зі зображенням Міхая I

Походив зі стародавнього, але незнатного шляхетського роду. У 1656 році супроводжував Великого князя Семигородського Юрія II Ракоці в поході проти Польщі, був узятий в полон татарським ханом Мехмедом Ґереєм. Звільнившись, завдяки викупу своєї дружини, жив у своєму родовому маєтку.
14 вересня 1661 року, за підтримки Османської імперії, був обраний шляхтою Трансильванії Великим князем Семигородським, як конкурент князю Яношу Кемені, якого підтримували Габсбурґи. Австрійські війська вторглись в Трансильванію, проте 23 січня 1662 року в битві поблизу Надьселеша зазнали поразки, а Янош Кемені загинув.
Після цього Міхай І став повноправним володарем Семигородщини під протекторатом турків. Він був слабохарактерним князем й багато важливих рішень приймали його дружина та оточення. Під час погоду візира Фазіла Кепрюлю на Австрію був змушений слідувати за турецьким військом. Після поразки в битві під Сентготтхардом 1 серпня 1664 року та за результатами Вашварської мирної угоди Османська імперія вивела свої війська з Семигородщини, хоча князівство номінально продовжувало підпорятковуватись султану й зобовязано було платити данину.
Підтримував протестантську церков, займався літературою й наукою, мав велику бібліотеку, написав автобіографію, приймав протестантських біженців з інших країн Європи.
Під час австрійсько-турецької війни 1683 року допомагав турецькому війську, охороняв переходи через Дунай, за що у вигляді нагороди султан обіцяв надати після його смерті престол його сину.
Після поразки османів в битві під Віднем 12 вересня 1683 р. почав переговори з імператором Леопольдом І. Відповідно до трактату від 28 липня 1686 року Семигородщина стала залежною від Австрії.
В результаті Битви при Могачі Трансильванське князівство було остаточно визнано володінням Австрійської імперії. 1 липня 1688 року на сеймі в Фегераші, на який зібралися представники Семигородщини, було проголошено, що Габсбурґська династія є спадково правлячою в Трансильванії.
1688 року померла дружина Міхая Ганна, після чого князь впав у сильну депресію. Помер 15 квітня 1690 року. Після його смерті князем Трансильванії став його син Міхай II Апафі.